# David Munson
David Curtiss Muns (Medina (New York), 19 mei 1884 - Antwerp (New York), 17 september 1953) was een Amerikaans atleet.

## Biografie
Munson behaalde tijdens de Olympische Zomerspelen 1904 de eerste plaats 4 mijl voor teams.

## Titels
- Olympisch kampioen 4 mijl, Team - 1904

## Palmares

### 1500 m
- 1904: 4e OS

### 5000 m, team
- 1904:  OS - 27 punten